# Tournoi d'échecs de Reggio d'Émilie
Le tournoi d'échecs de  Reggio d'Émilie (Reggio Emilia) est une compétition d'échecs qui se tient à Reggio d'Émilie en Italie. En Italie, il est connu sous le nom de Torneo di Capodanno (tournoi du nouvel an), parce qu'il commence juste après Noël et se termine le 6 janvier. En 2012-2013, le tournoi est annulé pour des raisons économiques.

## Historique
Disputé pour la première fois en 1947, le tournoi de Reggio d'Émilie a lieu tous les ans depuis 1959, sous l'impulsion du grand maître italien Enrico Paoli. En 1982-1983, le tournoi a attiré un nouveau mécène et à la fin des années 1990, il avait acquis une certaine réputation internationale, culminant avec l'édition 1991-1992 : ce fut le premier tournoi de catégorie 18 jamais joué, il fut remporté par l'Indien Viswanathan Anand.
C'est le tournoi italien le plus ancien et le plus renommé, dix à seize joueurs y participent habituellement dans un tournoi toutes rondes.
En trois occasions (décembre 1992, décembre 1994 et décembre 1997), le tournoi de Reggio d'Émilie servit de championnat d'échecs d'Italie.

## Multiples vainqueurs
2 premières places
- Rudolf Teschner (en 1963-1964 et 1964-1965)
- Bruno Parma (en 1965-1966 et 1970-1971)
- Victor Ciocâltea (en 1966-1967 et 1968-1969)
- Ljuben Popov (en 1972-1973 et 1973-1974)
- Lajos Portisch (en 1984-1985 et 1993-1994, également vainqueur du tournoi B en 1991-1992)
- Rafael Vaganian (en 1992-1993 et 1994-1995)
- Aleksander Delchev (en 2001-2002 et 2004-2005)

## Palmarès
| Édition | Année     | Vainqueur                        | Fédération           | Deuxième(s)                                                         | Joueurs |
| ------- | --------- | -------------------------------- | -------------------- | ------------------------------------------------------------------- | ------- |
|         | 1947      | Esteban Canal                    | Pérou                | Massimilo Romi                                                      |         |
| -       | 1951      | Moshe Czerniak                   | Israël               | Herman Steiner                                                      |         |
| 1       | 1958-1959 | Otto Marthaler                   | Suisse               | Janec Stupica                                                       | 10      |
| 2       | 1959-1960 | Cveto Trampuz                    | Yougoslavie          | Miklos Bely                                                         | 9       |
| 3       | 1960-1961 | Péter Dely                       | Hongrie              | Enrico Paoli Francisco Perez Olav Ulvestad                          | 10      |
| 4       | 1961-1962 | Alberto Giustolisi               | Italie               | Heinz Lehman                                                        | 12      |
| 5       | 1962-1963 | Győző Forintos                   | Hongrie              | Károly Honfi                                                        | 12      |
| 6       | 1963-1964 | Rudolf Teschner (au départage)   | Allemagne de l'Ouest | Ernö Gereben Gedeon Barcza János Flesch                             | 12      |
| 7       | 1964-1965 | Mario Bertok (au départage)      | Yougoslavie          | Istvan Bilek Rudolf Teschner Dragoljub Minić                        | 12      |
| 8       | 1965-1966 | Bruno Parma                      | Yougoslavie          | Maximilian Ujtelky                                                  | 12      |
| 9       | 1966-1967 | Victor Ciocâltea (au départage)  | Roumanie             | Dragoljub Ciric                                                     | 12      |
| 10      | 1967-1968 | Milan Matulović                  | Yougoslavie          | Anthony Saidy                                                       | 14      |
| 11      | 1968-1969 | Ladislav Mista (au départage)    | Tchécoslovaquie      | Ivan Radulov Enrico Paoli Victor Ciocaltea                          | 12      |
| 12      | 1969-1970 | Sergio Mariotti                  | Italie               | Julis Kozma Mario Bertok Alvise Zichichi                            | 12      |
| 13      | 1970-1971 | Bruno Parma                      | Yougoslavie          | Pal Benko                                                           | 16      |
| 14      | 1971-1972 | Andrew Soltis                    | États-Unis           | Mato Damjanović                                                     | 12      |
| 15      | 1972-1973 | Levente Lengyel (au départage)   | Hongrie              | Ljuben Popov Eugenio Torre                                          | 12      |
| 16      | 1973-1974 | Ljuben Popov (au départage)      | Bulgarie             | Gyula Sax Jürgen Dueball                                            | 12      |
| 17      | 1974-1975 | Orestes Rodríguez (au départage) | Pérou                | Alvise Zichichi                                                     | 12      |
| 18      | 1975-1976 | Ludek Pachman                    | Allemagne de l'Ouest | Enrico Paoli Giussepe Valenti Edward Formanek                       | 10      |
| 19      | 1976-1977 | Guennadi Kouzmine                | Union soviétique     | Istvan Bilek Aldo Haïk Bela Toth                                    | 10      |
| 20      | 1977-1978 | László Kovács                    | Hongrie              | Youri Averbakh                                                      | 12      |
| 21      | 1978-1979 | Ralf Hess                        | Allemagne de l'Ouest | Anatoli Boukhovski                                                  | 12      |
| 22      | 1979-1980 | Aleksandr Kotchiev               | Union soviétique     | Ralf Hess Petar Velikov                                             | 14      |
| 23      | 1980-1981 | Nils Renman                      | Suède                | Walter Wittman                                                      | 14      |
| 24      | 1981-1982 | Arne Dür                         | Autriche             | Rafael Vaganian                                                     | 14      |
| 25      | 1982-1983 | Nona Gaprindashvili              | Union soviétique     | Karel Mokrý Georg Danner                                            | 12      |
| 26      | 1983-1984 | Karel Mokrý                      | Tchécoslovaquie      | Krunoslav Hulak Stefano Tatai (5e : Spassky)                        | 12      |
| 27      | 1984-1985 | Lajos Portisch                   | Hongrie              | Vlastimil Hort Jan Timman                                           | 12      |
| 28      | 1985-1986 | Ulf Andersson (au départage)     | Suède                | Ljubomir Ljubojevic Oleg Romanichine                                | 12      |
| 29      | 1986-1987 | Zoltán Ribli                     | Hongrie              | Vlastimil Hort Aleksandr Tchernine Vassily Smyslov Boris Spassky    | 12      |
| 30      | 1987-1988 | Vladimir Toukmakov               | Union soviétique     | Larry Christiansen Aleksandr Beliavski                              | 10      |
| 31      | 1988-1989 | Mikhail Gourevitch               | Union soviétique     | Kiril Georgiev Ulf Andersson                                        | 10      |
| 32      | 1989-1990 | Jaan Ehlvest                     | Union soviétique     | Vassili Ivantchouk (3e : Karpov)                                    | 11      |
| 33a     | 1991      | Anatoli Karpov                   | Union soviétique     | Lev Polougaïevski                                                   | 7       |
| 33b     | 1991      | Ljubomir Ljubojević              | Yougoslavie          | Rafael Vaganian Boris Gulko                                         | 7       |
| 34a     | 1991-1992 | Viswanathan Anand                | Inde                 | Boris Guelfand Garry Kasparov (4e : Karpov)                         | 10      |
| 34b     | 1991-1992 | Lajos Portisch                   | Hongrie              | Viktor Gavrikov                                                     | 12      |
| 35      | 1992-1993 | Rafael Vaganian                  | Arménie              | Lajos Portisch                                                      | 12      |
| 36      | 1993-1994 | Lajos Portisch                   | Hongrie              | Ognjen Cvitan                                                       | 12      |
| 37      | 1994-1995 | Rafael Vaganian                  | Arménie              | Vladimir Epichine                                                   | 12      |
| 38      | 1995-1996 | Iouri Razouvaïev (au départage)  | Russie               | Alekseï Dreïev Vladimir Epichine                                    | 10      |
| 39      | 1996-1997 | Michal Krasenkow                 | Pologne              | Viktor Bologan                                                      | 10      |
| 40      | 1997-1998 | Dmitri Komarov (au départage)    | Ukraine              | Leonid Youdassine                                                   | 12      |
| 41      | 1998-1999 | Ievgueni Solojenkine             | Russie               | Dmitri Komarov Smbat Lputian                                        | 10      |
| 42      | 1999-2000 | Leonid Youdassine                | Israël               | Igor Khenkin                                                        | 10      |
| 43      | 2000-2001 | Oleg Romanichine                 | Ukraine              | Igor Efimov                                                         | 10      |
| 44      | 2001-2002 | Vladimir Georgiev (au départage) | Bulgarie             | Aleksander Delchev Boris Chatalbashev Mišo Cebalo                   | 10      |
| 45      | 2002-2003 | Jean-Luc Chabanon (au départage) | France               | Mladen Palac                                                        | 10      |
| 46      | 2003-2004 | Igor Miladinović                 | Grèce                | Dmitri Komarov                                                      | 10      |
| 47      | 2004-2005 | Aleksander Delchev               | Bulgarie             | Igor Mladinovic Dmitri Komarov Mišo Cebalo                          | 10      |
| 48      | 2005-2006 | Konstantin Landa                 | Russie               | Denis Ievsseïev                                                     | 10      |
| 49      | 2006-2007 | Viorel Iordachescu               | Moldavie             | Konstantin Landa Igor Khenkin                                       | 10      |
| 50      | 2007-2008 | Zoltan Almasi                    | Hongrie              | Vugar Gashimov Ni Hua Pentala Harikrishna (6e : Kortchnoï à 77 ans) | 10      |
| 51      | 2008-2009 | Ni Hua                           | Chine                | Zoltan Almasi                                                       | 10      |
| 52      | 2009-2010 | Gata Kamsky (au départage)       | États-Unis           | Zoltan Almasi                                                       | 10      |
| 53      | 2010-2011 | Vugar Gashimov (au départage)    | Azerbaïdjan          | Francisco Vallejo-Pons                                              | 10      |
| 54      | 2011-2012 | Anish Giri                       | Pays-Bas             | Aleksandr Morozevitch Hikaru Nakamura Fabiano Caruana               | 6       |